# Solidarity Forever
Solidarity Forever (Solidaritat per sempre) és un himne sindical escrit en 1915 per Ralph Chaplin, la melodia de la qual pové de la cançó tradicional americana John Brown's Body i l'himne The Battle Hymn of the Republic. Tot i haver estat escrita com a cançó per als Treballadors Industrials del Món (IWW), altres moviments sindicals com ara l'AFL–CIO l'han adoptat com a pròpia. Encara és comú cantar-la a manifestacions i reunions i assemblees sindicals dels Estats Units, Austràlia i el Canadà.

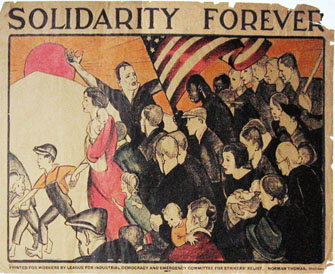
Cartell per a la League for Industrial Democracy dissenyat per Anita Willcox durant la Gran Depressió